# باری (سومالی)
باری (به عربی: باری) یک منطقهٔ مسکونی در سومالی است که در سومالی واقع شده‌است. باری ۷۰٬۰۸۸ کیلومتر مربع مساحت دارد.